# Marisa Sannia
Marisa Sannia (n. 15 februarie 1947, Iglesias, Sardinia, Italia – d. 14 aprilie 2008, Cagliari, Sardinia, Italia) a fost o cantautoare și actriță italiană din insula Sardinia. A început cariera de succes în muzica pop a anilor 1960, devenind pe parcurs interpretă, compozitoare, actriță iar în final muzicolog. A fost o foarte apreciată cantautoare în limba sardă, limba sa natală.
A decedat in Cagliari la vârsta de 61 de ani, la 14 aprilie 2008.

## Discografie

### Albume
- Marisa Sannia (Fonit Cetra, 1968)

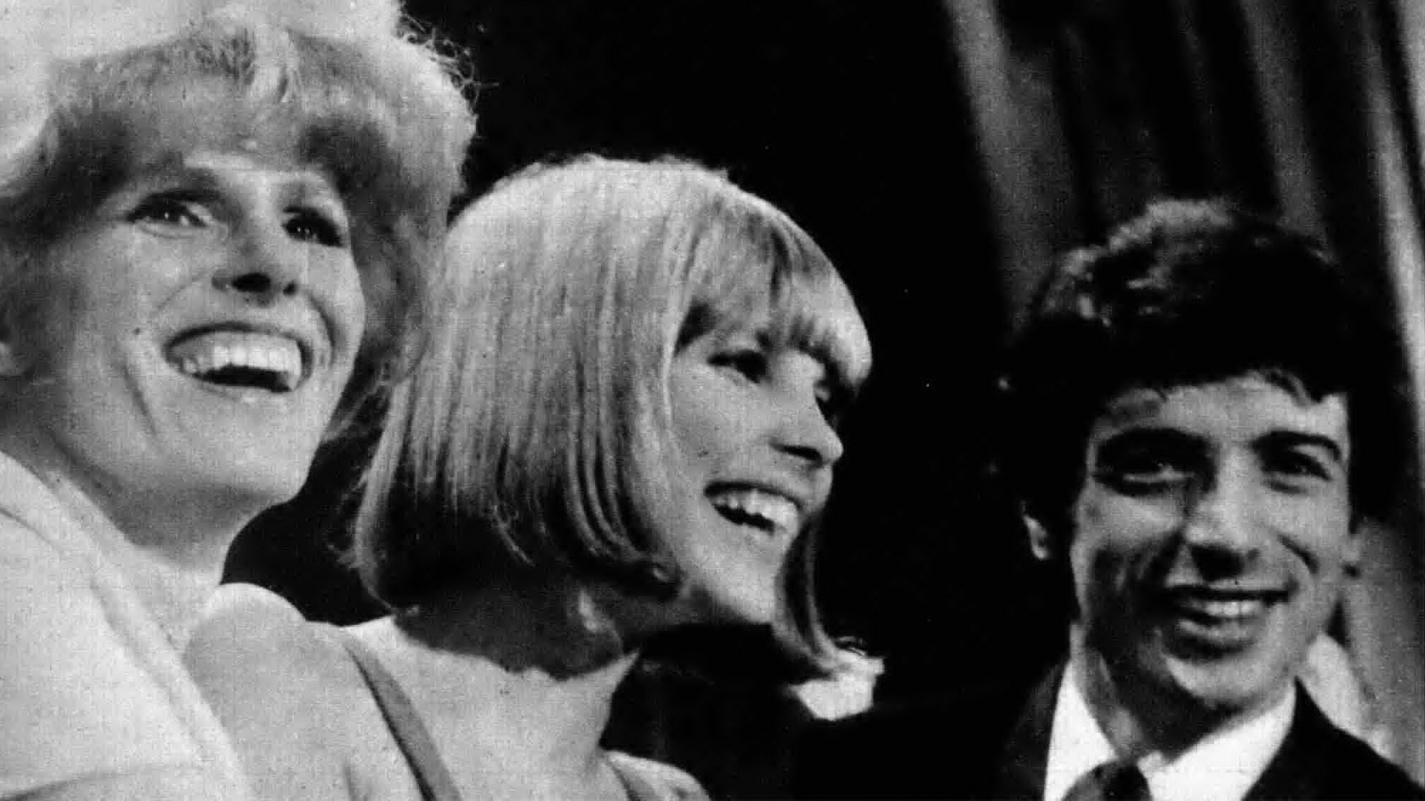
Ornella Vanoni, Marisa Sannia și Don Backy la Festivalul Sanremo 1968

- Marisa Sannia canta Sergio Endrigo e le sue canzoni (CGD, 1970)
- Marisa nel paese delle meraviglie (EMI Italiana, 1973)
- La pasta scotta (CBS, 1976)
- Sa oghe de su entu e de su mare (Tekno Record, 1993)
- Melagranàda (Nar, 1997)
- Nanas e janas (Nar, 2003).
- Rosa de papel (Felmay) (2008)

### Single
- 1966 Tutto o niente / Dai (Fonit Cetra, SP 1309)
- 1966 Una cartolina / Tutto o niente (Fonit Cetra, SP 1322)
- 1967 Sarai fiero di me / Lo sappiamo noi due (Fonit Cetra, SP 1329)
- 1967 Sono innamorata (ma non tanto) / Non è questo l'addio (Fonit Cetra, SP 1351)
- 1968 Casa bianca / Gli occhi miei (Fonit Cetra, SP 1361)
- 1968 Casa bianca / Vorrei avere tante cose (Fonit Cetra, SP 1364)
- 1968 Colpo di vento / Quando torni (Fonit Cetra, SP 1376)
- 1968 Io ti sento / Io ti sento (Orchestra A. Trovajoli) (Fonit Cetra, SP 1382)
- 1968 Una donna sola / L'isola (Fonit Cetra, SP 1389)
- 1969 La playa / Una cartolina (Fonit Cetra, SPD 630)
- 1969 La compagnia / Guarda (CGD, N 9714)
- 1969 Una lacrima / Io darei la vita mia (CGD, N 9734)
- 1969 La finestra illuminata / Una strada vale un'altra (CGD, N 9753)
- 1970 L'amore è una colomba / L'ultima rosa (CGD, N 9763)
- 1970 La sirena / La canzone di Orfeo (CGD, N 9803)
- 1970 La primavera / Guarda (CGD, N 9826)
- 1971 Com'è dolce la sera / Ogni ragazza come me (CGD, N 104)
- 1971 La mia terra / Quante storie per un fiore (Fonit Cetra, SP 1462)
- 1972 Un aquilone / Il mio mondo, il mio giardino (EMI Italiana, 3C 006 17849)
- 1973 Ricordo una canzone / Piccola strada di città (EMI Italiana, 3C 006 17887)
- 1973 Scale e arpeggi / Supercalifragilistic (EMI Italiana, 3C 006 17939)
- 1973 Bibbidi-bobbidì-bu / Impara a fischiettar (EMI Italiana, 3C 006 17940)
- 1974 Il gatto / Il pinguino (Fonit Cetra, SPB 2)
- 1984 Amore amore / Primavera  (Fonit Cetra, SP 1807)

## Filmografie
- 1967 I ragazzi di Bandiera Gialla, regia: Mariano Laurenti
- 1967 Astă seară mă distrez (Stasera mi butto), regia: Ettore Maria Fizzarotti
- 1981 George Sand, regia: Giorgio Albertazzi, rol: Lina Calametta
- 1981 Aiutami a sognare, regia: Pupi Avati
- 1999 Sos laribiancos/I dimenticati, regia: Piero Livi

## Legături externe
- Marisa Sannia la Internet Movie Database